# Brachyplatystoma juruense
Espèce
Synonymes
- Ginesia cunaguaro [1]
- Platystoma juruense [1]

Brachyplatystoma juruense est une espèce de poissons-chats de la famille des Pimelodidae originaire du bassin de l'Amazone et de l'Orénoque à Peri et Rio Juruá, dans le Nord-Ouest du Brésil,.
Il atteint une longueur de 60,0 cm. Ce poisson habite les chenaux de rivière plus larges et plus profonds avec un substrat sablonneux et quelques gros morceaux de bois flotté.
Les adultes présentent de larges bandes sombres verticales, obliques ou ramifiées. Le ventre est jaunâtre pâle. La nageoire caudale est tachetée ou barrée. Les juvéniles sont parfois confondus avec ceux de l'espèce Brachyplatystoma tigrinum.
Il est entièrement piscivore et se nourrit de loricariidés et d'autres poissons vivant au fond de l'eau.

## Systématique
Le nom valide complet (avec auteur) de ce taxon est Brachyplatystoma juruense (Boulenger, 1898).
L'espèce a été initialement classée dans le genre Platystoma sous le protonyme Platystoma juruense Boulenger, 1898.
Brachyplatystoma juruense a pour synonymes :
- Ginesia cunaguaro Fernández-Yépez, 1951
- Platystoma juruense Boulenger, 1898